# Aguiar da Beira
Aguiar da Beira és un municipi portuguès, situat al districte de Guarda, a la regió del Centre i a la subregió de Dão-Lafões. L'any 2006 tenia 6.262 habitants. Es divideix en 13 freguesias. Limita al nord amb Sernancelhe, a l'est amb Trancoso, al sud-est amb Fornos de Algodres, al sud-oest amb Penalva do Castelo i a l'oest amb Sátão.

## Població
| Població del concelho d'Aguiar da Beira (1801 – 2004) | Població del concelho d'Aguiar da Beira (1801 – 2004) | Població del concelho d'Aguiar da Beira (1801 – 2004) | Població del concelho d'Aguiar da Beira (1801 – 2004) | Població del concelho d'Aguiar da Beira (1801 – 2004) | Població del concelho d'Aguiar da Beira (1801 – 2004) | Població del concelho d'Aguiar da Beira (1801 – 2004) | Població del concelho d'Aguiar da Beira (1801 – 2004) | Població del concelho d'Aguiar da Beira (1801 – 2004) |
| ----------------------------------------------------- | ----------------------------------------------------- | ----------------------------------------------------- | ----------------------------------------------------- | ----------------------------------------------------- | ----------------------------------------------------- | ----------------------------------------------------- | ----------------------------------------------------- | ----------------------------------------------------- |
| 1801                                                  | 1849                                                  | 1900                                                  | 1930                                                  | 1960                                                  | 1981                                                  | 1991                                                  | 2001                                                  | 2004                                                  |
| 3292                                                  | 6759                                                  | 8466                                                  | 8545                                                  | 10215                                                 | 7285                                                  | 6725                                                  | 6247                                                  | 6270                                                  |

## Freguesies
| Posició | Nom                      | Àrea       | Percentatge |
| 1       | Pena Verde               | 32,79 km²  | 16,10%      |
| 2       | Aguiar da Beira          | 27,72 km²  | 13,61%      |
| 3       | Pinheiro                 | 17,66 km²  | 8,67%       |
| 4       | Souto de Aquiar da Beira | 16,60 km²  | 8,15%       |
| 5       | Carapito                 | 15,45 km²  | 7,59%       |
| 6       | Cortiçada                | 14,43 km²  | 7,08%       |
| 7       | Dornelas                 | 13,96 km²  | 6,85%       |
| 8       | Gradiz                   | 13,71 km²  | 6,73%       |
| 9       | Sequeiros                | 12,92 km²  | 6,34%       |
| 10      | Eirado                   | 11,74 km²  | 5,76%       |
| 11      | Forninhos                | 10,76 km²  | 5,28%       |
| 12      | Coruche                  | 8,57 km²   | 4,21%       |
| 13      | Valverde                 | 7,37 km²   | 3,62%       |
| TOTAL   | TOTAL                    | 203,68 km² | 100%        |